# Mozelos (Santa Maria da Feira)
Pour les articles homonymes, voir Mozelos.
Mozelos est une paroisse civile portugaise (en portugais : freguesia) de la municipalité de Santa Maria da Feira dans le district d'Aveiro.

## Géographie
Mozelos est située au nord-ouest de la municipalité de Santa Maria da Feira, à environ 13 km au nord du siège de la municipalité et 20 km au sud de Porto.
Son territoire, d'une superficie de 5,04 km2, est desservi par l'autoroute A41, périphérique de l'agglomération de Porto.

## Histoire
Mozelos est connue dès 1009 sous le nom de Moazellus.
Le 11 mai 1809, dans le contexte de la deuxième invasion napoléonienne du Portugal, trois soldats français sont retrouvés morts. En représailles, sept habitants sont abattus et pendus sur un pin, désormais connu sous le nom de Pinheiro das Sete Cruzes (« pin des sept croix »).
En 1989, Mozelas est élevée au rang de « ville » (vila).

## Démographie
Lors du recensement de 2021, Mozelos compte 7 297 habitants.